# Parvoscincus decipiens
Parvoscincus decipiens là một loài thằn lằn trong họ Scincidae. Loài này được Boulenger mô tả khoa học đầu tiên năm 1894.

## Hình ảnh

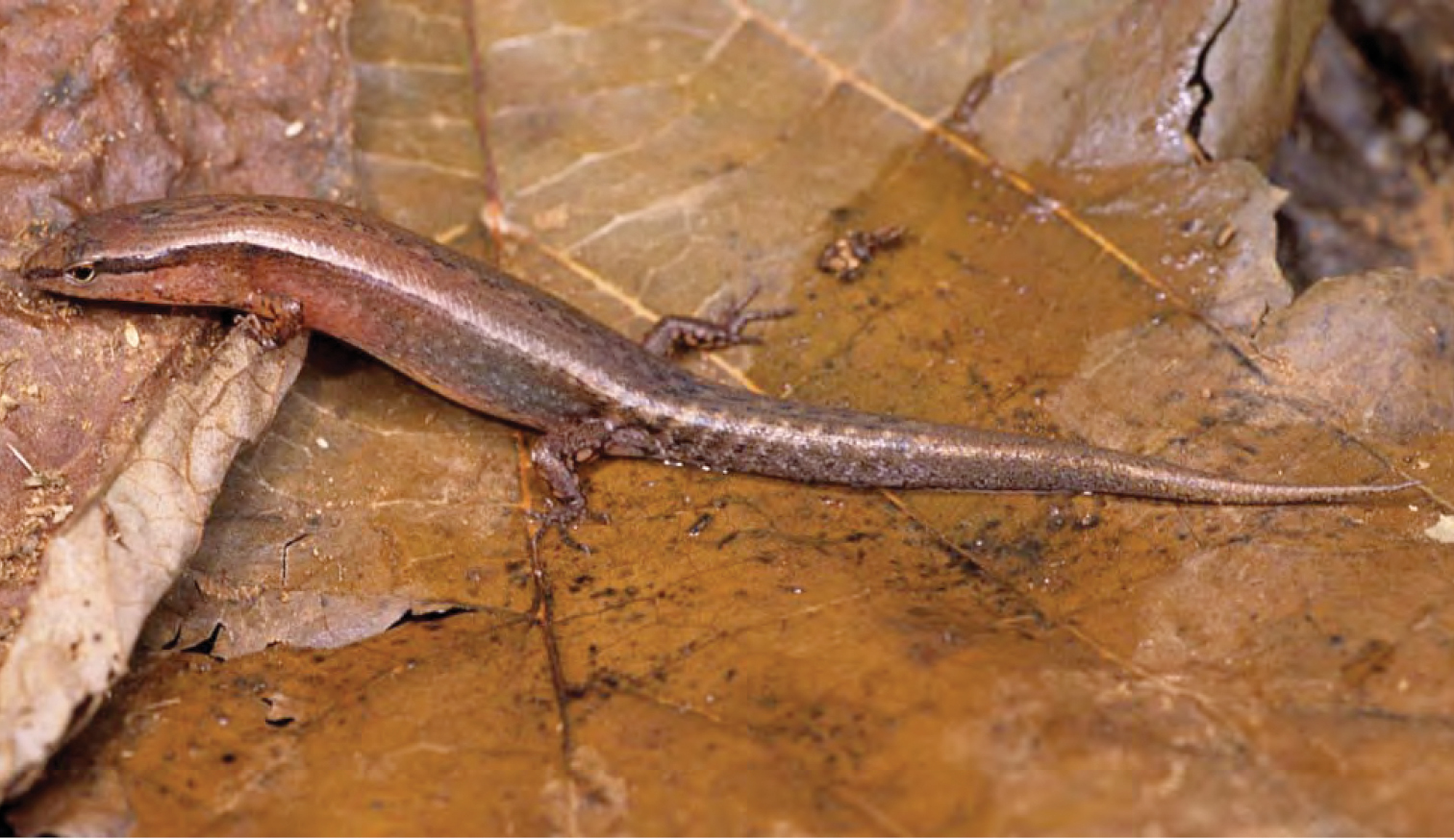